# Jonesboro (Georgia)
Jonesboro város az Amerikai Egyesült Államok Georgia államában, Clayton megyében, melynek megyeszékhelye is. Lakosainak száma 4235 fő (2020. április 1.).

## Népesség
A település népességének változása:

| 2010 | 4 724 |
| 2020 | 4 235 |